# Trebonne
Trebonne är en ort i Australien. Den ligger i kommunen Hinchinbrook och delstaten Queensland, omkring 1 200 kilometer nordväst om delstatshuvudstaden Brisbane. Antalet invånare är 509.
Runt Trebonne är det mycket glesbefolkat, med 6 invånare per kvadratkilometer.. Närmaste större samhälle är Ingham, nära Trebonne. 
Omgivningarna runt Trebonne är huvudsakligen savann.  Genomsnittlig årsnederbörd är 1 480 millimeter. Den regnigaste månaden är februari, med i genomsnitt 395 mm nederbörd, och den torraste är augusti, med 13 mm nederbörd.